# Destino final 3
Destino final 3 (título original en inglés, Final Destination 3) es una película de terror sobrenatural estadounidense dirigida por James Wong; siendo la tercera entrega de la serie de películas de Destino final. Wong y Glen Morgan, que trabajó en la primera película de la franquicia, escribieron el guion. La película está protagonizada por Mary Elizabeth Winstead y Ryan Merriman. 
El desarrollo de la película comenzó poco después del estreno de Destino final 2 en 2003; Jeffrey Reddick, creador de la franquicia y coguionista de las dos primeras películas, no regresó para la tercera. A diferencia de la segunda película, que fue secuela de la primera, los productores visualizaron a Destino final 3 como un filme independiente. 
Tras su estreno en el Grauman's Chinese Theatre el 2 de febrero de 2006, la película fue estrenada en los cines de Estados Unidos el 10 de febrero de 2006. El DVD de la película, lanzado el 25 de julio de 2006, incluye comentarios, documentales, una escena eliminada y un vídeo animado. Un DVD de edición especial llamado "Thrill Ride Edition" incluye una característica llamada "Choose Their Fate", que actúa como una película interactiva, permitiendo a los espectadores tomar decisiones en puntos específicos de la película que alteran el curso de la historia.
Destino final 3 recibió una respuesta crítica mixta. Algunos críticos calificaron la película de formulista y dijeron que no aportó nada nuevo a la franquicia, mientras que otros la elogiaron por ser agradable y cumplir las expectativas de su audiencia. Las escenas de muerte relacionadas con camas de bronceado y una pistola de clavos, así como la actuación de Winstead, atrajeron comentarios positivos de los críticos. El filme fue un éxito financiero, con ingresos de taquilla de casi $118 millones, la entrega con mayor recaudación de la franquicia. Dos secuelas, Destino final 4 y Destino final 5, fueron estrenadas en 2009 y 2011 respectivamente.

## Argumento
La estudiante de secundaria Wendy Christensen visita un parque de atracciones la noche de su graduación junto a sus compañeros graduados, entre ellos su novio Jason Wise, su mejor amiga Carrie Dreyer, y el novio de Carrie, Kevin Fischer. Mientras abordan la montaña rusa de Devil's Flight, Wendy tiene la premonición de que el sistema hidráulico que asegura los cinturones de seguridad y los vagones de la montaña rusa fallarán durante el recorrido, matando a todos a bordo. Ella entra en pánico y se produce una pelea, causando que Wendy, Kevin, las mejores amigas Ashley Freund y Ashlyn Halperin; el exalumno y pervertido Frankie Cheeks; el atleta Lewis Romero; la hermana de Wendy, Julie Christensen; la mejor amiga de Julie, Perry Malinowski; y la pareja gótica Ian McKinley y Erin Ulmer se bajen de la atracción. Poco después, la montaña rusa se descarrila y mata a los pasajeros restantes, dejando a Wendy devastada por la muerte de Jason.
Varias semanas después Wendy, quien está totalmente deprimida, decide no ir a su graduación. Para tratar de animarla, Ashley y Ashlyn deciden invitarla a una sección de bronceado en un solárium, mientras que Kevin le cuenta sobre la explosión de un avión y la posterior muerte de los sobrevivientes, creyendo que podrían encontrarse en una situación similar. Pensando que Kevin se está burlando de ella, Wendy descarta su teoría. Esa misma tarde, Ashley y Ashlyn son atrapadas en las camas de bronceado y mueren en circunstancias misteriosas, que se sobrecalientan hasta estallar en llamas, resultando ellas quemadas vivas. Ahora que están convencidos de que la muerte los está acosando, Wendy y Kevin se disponen a salvar a los sobrevivientes restantes usando presagios escondidos en las fotografías que Wendy tomó la noche del descarrilamiento de la montaña rusa.
A la mañana siguiente, Frankie muere en un accidente de camión en un drive-thru, por lo que Wendy y Kevin intentan salvar a Lewis en un gimnasio, pero él dice que no les cree poco antes de que dos sables caigan, pero no alcanzan a decapitarlo, aunque cortan los cables de las pesas, lo cual hace que éstas caigan hacia su cabeza, matándolo. Ellos encuentran a Ian y Erin trabajando en una ferretería, y Wendy salva a Ian de ser empalado por varios tablones de madera que caen, sin embargo, Erin se resbala y cae sobre una pistola de clavos, recibiendo múltiples disparos en la cabeza que la matan instantáneamente. Wendy y Kevin son interrogados por la policía y luego son liberados. Suponiendo que quien sea el siguiente ya debe estar muerto, ambos deciden garantizar su propia seguridad. Cuando deja la estación de policía, Wendy es acosada por Ian, que se encuentra totalmente afligido.
Wendy descubre que su hermana Julie es la siguiente, por lo que ella y Kevin se apresuran en salvarla, evitando que Julie sea empalada en una grada. Antes de que sepan quién es el siguiente en la lista de la muerte, Perry es atravesada por el asta de una bandera. Wendy salva a Kevin de la explosión de un bote de propano, pero un trastornado Ian, que la culpa por la muerte de Erin, la confronta. Wendy esquiva unos fuegos artificiales que se dirigían hacia ella y explotan sobre una plataforma elevadora cercana que se derrumba aplastando a Ian.
Cinco meses después, Wendy experimenta más presagios viajando en un tren subterráneo con su compañera de habitación Laura y su amigo Sean. Cuando Wendy está a punto de salir, ve a Julie entrar al tren y decide quedarse. Luego, ella ve a Kevin sentado en uno de los asientos. Mientras los tres hablan, el tren se descarrila y todos a bordo excepto Wendy, mueren. Después, ella es atropellada por otro tren. Resulta que esta es otra premonición, por lo que Wendy, Kevin y Julie intentan detener el tren. La película termina con una pantalla negra y el sonido del tren descarrilándose.

## Reparto
- Mary Elizabeth Winstead como Wendy Christensen.
- Ryan Merriman como Kevin Fischer.
- Amanda Crew como Julie Christensen.
- Kris Lemche como Ian McKinley.
- Alexz Johnson como Erin Ulmer.
- Maggie Ma como Perry Malinowski.
- Texas Battle como Lewis Romero.
- Sam Easton como Frankie Cheeks.
- Chelan Simmons como Ashley Freund.
- Crystal Lowe como Ashlyn Halperin.
- Jesse Moss como Jason Wise.
- Gina Holden como Carrie Dreyer.
- Ecstasia Sanders como Amber Regan.
- Cory Monteith como Kahill.
- Patrick Gallagher como Colquitt.
- Dylan Basile como Sean.
- Agam Darshi como Laura.
- Dustin Milligan como Marcus.
- Tony Todd como la voz de la estatua de Devil's Flight y el conductor del tren.

## Producción

### Desarrollo
Originalmente, Destino final 3 fue la última parte de una trilogía y había estado en desarrollo desde el lanzamiento de Destino final 2. El creador de la franquicia y uno de los coguionistas de las dos primeras películas, Jeffrey Reddick, no regresó para la tercera entrega. El director James Wong dijo que a diferencia de la segunda película, que estaba estrechamente ligada a la primera y continuaba con su historia, los productores siempre imaginaron a Destino final 3 como una secuela independiente con nuevos personajes. Wong dijo: "Realmente sentimos que la idea de Destino final, o el hecho de que la muerte pueda visitarte y puedes engañar a la muerte... pudo haberle pasado a cualquiera". Al no usar personajes de la primera película, los productores podrían usar una nueva historia, con nuevos personajes que no serían conscientes de lo que les estaba sucediendo y reaccionarían en consecuencia.
El título original de la película, Cheating Death: Final Destination 3, cambió durante el desarrollo. Craig Perry y Warren Zide de Zide/Perry Productions y Wong y Morgan de Hard Eight Pictures, que coprodujeron Destino final, regresaron para producir Destino final 3 con Practical Pictures y Manitee Pictures. Inicialmente, la película iba a ser filmada en 3D, pero esta idea fue abandonada. Morgan dijo que era por razones financieras y porque creía que los efectos del fuego y la sangre no se mostrarían correctamente a través de los filtros rojos de los sistemas anaglifos 3D.
La idea de usar el descarrilamiento de una montaña rusa como el desastre de apertura provino del ejecutivo de New Line Cinema, Richard Bryant, y no se inspiró en el incidente del Big Thunder Mountain Railroad de 2003 donde la montaña rusa se descarriló, aplastando a un pasajero. La clásica película de 1976, La profecía, fue la inspiración para representar presagios de muerte en fotografías. Morgan dijo que buscó en los pasillos de una tienda en Sunset Boulevard durante días en busca de inspiración para la muerte de Erin Ulmer en la ferretería. La pérdida de control es un tema importante que él y Wong habían imaginado para la película desde el principio; tanto Wendy, que tiene miedo de perder el control, como la montaña rusa ejemplifican esto. También dijo que los psicólogos han confirmado que una de las razones por las que algunas personas temen viajar en una montaña rusa es porque no tienen control sobre ella y lo que les sucede.

### Casting
Durante el proceso de selección, Wong buscó actores que pudieran retratar a los personajes principales como individuos heroicos con cualidades realistas. Perry se hizo eco de este sentimiento diciendo que para los personajes de Wendy y Kevin buscaban actores que "tuvieran el carisma de estrellas de cine, pero que no estuvieran tan ridículamente enrarecidos que no pudieras sentir que podrías conocerlos". Ellos prestaron mucha atención a los personajes secundarios que se consideraban tan importantes para la película como los personajes principales.
El 21 de marzo de 2005, Mary Elizabeth Winstead y Ryan Merriman, coestrellas de The Ring Two, fueron elegidos para interpretar a Wendy Christensen y Kevin Fischer. Winstead, que había hecho una audición para la segunda película de Destino final, ganó el papel porque su interpretación de la emoción del personaje impresionó a Wong y Morgan. Wong dijo que originalmente tenía la intención de que Wendy fuera una "rubia alegre" y reformuló el personaje ligeramente después de que Winstead fuera seleccionada. Wong creía que los actores tenían razón para sus papeles, sintiendo que Winstead "trajo una especie de plenitud a su papel de Wendy" y aunque su personaje "está profundamente afectado por el accidente", su fortaleza le permite mantener el control. Wong dijo que cuando Merriman llegó a la audición estaba seguro de que era "la persona indicada para interpretar a Kevin", describiendo al personaje como "el tipo de chico con el que quieres pasar el rato, tu tonto mejor amigo, pero también alguien que podría estar a la altura de las circunstancias y convertirse en un héroe".
El 9 de abril de 2005, Kris Lemche y Alexz Johnson fueron elegidos como la pareja gótica Ian McKinley y Erin Ulmer. Johnson, que protagonizaba la serie de televisión canadiense Instant Star, había audicionado para interpretar a la hermana de Wendy, Julie Christensen; ese rol más tarde fue para Amanda Crew, quien originalmente audicionó para interpretar a Erin. Johnson dijo que llevaba puesta una chaqueta roquera durante su segunda lectura y que estaba de mal humor. Cuando se iba, los cineastas la llamaron para que leyera parte del diálogo sarcástico de Erin en una escena. Johnson pensó que su seco sentido del humor, que captaron los cineastas, la ayudó a conseguir el papel. De su papel, Lemche dijo que Ian "arroja algunos datos interesantes que parecen estar justo ahí en la punta de sus dedos". Él investigó la mayor parte de la información de Ian y durante las lecturas a menudo le preguntó a Morgan sobre los hechos de Ian. Morgan escribió las notas de Lemche y le dio URL para investigar la información que Ian da a conocer.
Jesse Moss fue elegido como el novio de Wendy, Jason Wise. Texas Battle interpretó al atleta Lewis Romero. Chelan Simmons tomó el papel de Ashley Freund. Sam Easton interpretó al exalumno de escuela Frankie Cheeks. Gina Holden interpretó a la novia de Kevin y la mejor amiga de Wendy, Carrie Dreyer. Crystal Lowe se unió al reparto como la estudiante Ashlyn Halperin. Tony Todd, que apareció en las dos primeras películas, no regresó como el forense William Bludworth, sino que hizo la voz de la estatua del diablo en la montaña rusa de Devil's Flight y el conductor del tren. Maggie Ma y Ecstasia Sanders interpretaron a las mejores amigas de Julie, Perry Malinowski y Amber Regan, respectivamente.

### Rodaje y efectos

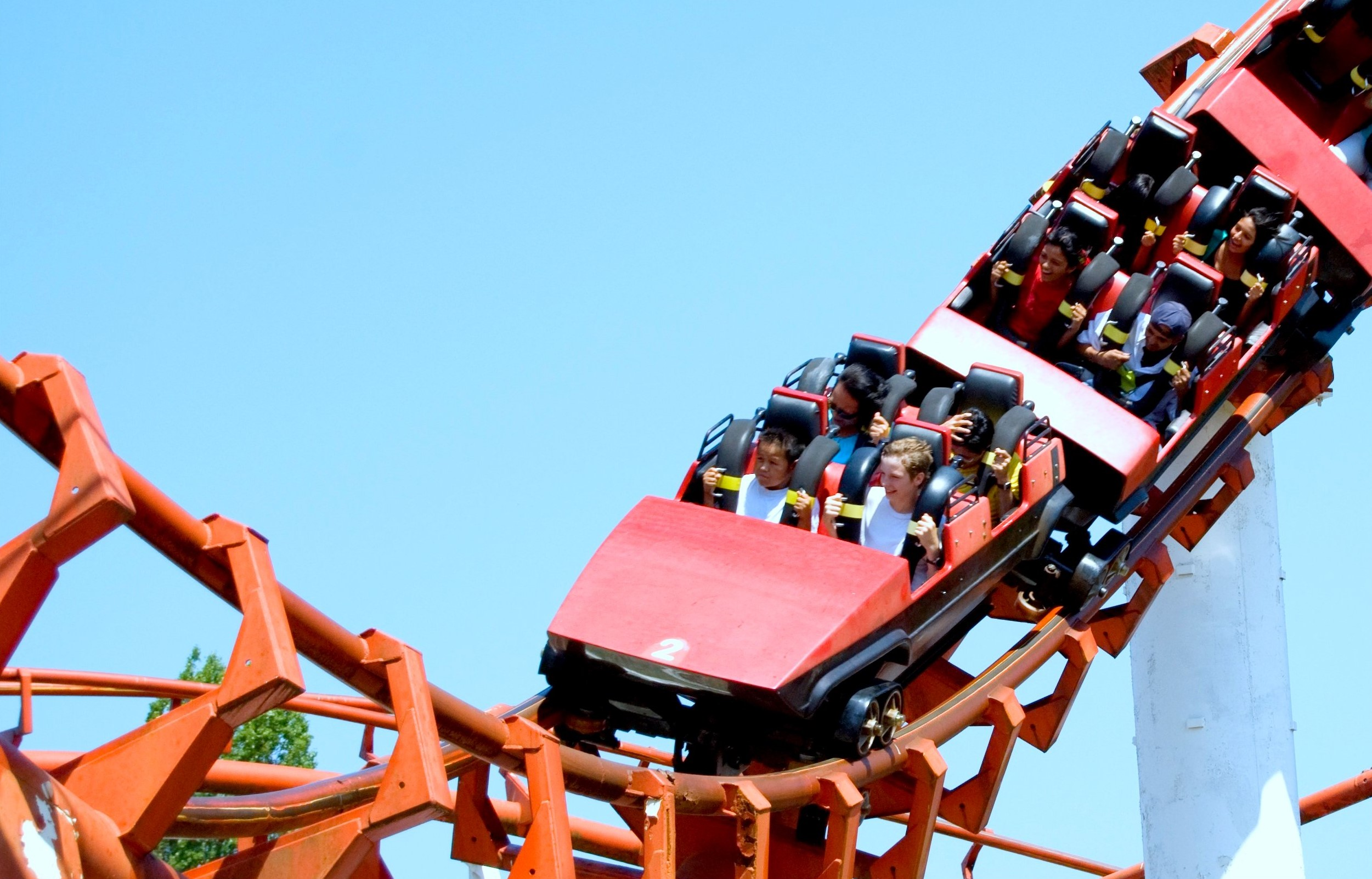
"Corkscrew" (Playland, PNE Vancouver, Canadá) fue la montaña rusa usada para la filmación de la película.

Al igual que las dos primeras entregas de la franquicia, Destino final 3 se filmó en Vancouver, Canadá. La montaña rusa de Corkscrew en el parque de diversiones "Playland" fue utilizada como la montaña rusa de Devil's Flight representada en la película. Winstead y Merriman dijeron que la filmación duró tres meses y que las primeras dos semanas transcurrieron filmando el descarrilamiento de la montaña rusa. El resto del rodaje se realizó fuera de secuencia. El rodaje concluyó en julio, pero los espectadores en las proyecciones tempranas reaccionaron negativamente al final. Esto llevó a la filmación de un nuevo final presentando el descarrilamiento del tren subterráneo en noviembre de 2005.
Las escenas de muerte requirieron diversos grados de mejora gráfica 2D y 3D. La escena de la montaña rusa requirió 144 tomas de efectos visuales. Para el guion fueron construidos y modificados vagones de diseño personalizado; la mayoría del modelo fue creado a mano y los guiones MEL diseñados por computadora agregaron elementos específicos. Para las escenas del descarrilamiento de la montaña rusa, los actores fueron filmados actuando frente a una pantalla verde, a la cual se le agregó un fondo CGI. Varios de los vagones de la montaña rusa fueron suspendidos con cuerdas elásticas para filmar el accidente; las muertes requerían el uso de efectos CGI en pantalla y cada actor tenía un doble CGI correspondiente.
Meteor Studios produjo los descarrilamientos tanto de la montaña rusa como del tren subterráneo mientras que Digital Dimension manejó las escenas de muerte posteriores a la premonición. La muerte de Ian McKinley, que es aplastado por una plataforma elevadora, resultó especialmente desafiante. Un plato limpio de la plataforma elevadora cayéndose se filmó originalmente con un plato del actor Kris Lemche que actúa aplastado y cayendo al suelo con su mitad inferior en un traje parcial de pantalla verde. Después de combinar estos platos, Wong dijo que "quería un golpe más espantoso para la toma". Se usó un cuerpo CGI estándar de la altura de Lemche; varias simulaciones de animación de su cuerpo siendo aplastado con un objeto CGI fueron filmadas. El director eligió la versión que más le gustaba y luego se filmó un nuevo plato con Lemche imitando la animación elegida y posicionando su cuerpo al final. Soho VFX creó la escena en la que Ashley Freund y Ashlyn Halperin mueren quemadas en las camas de bronceado. Consistió en aproximadamente 35 tomas de CG, piel, vidrio, fuego y humo mezclados con fuego y humo reales. El accidente del tren en el epílogo de la película utilizó un entorno CG que reproduce los principales aspectos del set.

### Música
La partitura de Destino final 3 fue compuesta por Shirley Walker, quien escribió las bandas sonoras de las dos entregas anteriores de la serie. El mezclador de partituras Bobby Fernández creó un "gore-o-metro", midiendo la violencia de cada muerte para asegurar que la partitura coincidiera con las escenas. Destino final 3 es la única película de la serie sin una banda sonora lanzada comercialmente. El músico griego-estadounidense Tommy Lee proporcionó una versión de la canción de 1972 de The O'Jays, "Love Train", que se utilizó en los créditos finales de la película. Lee disfrutó "poner su propio giro más oscuro en la película".

## Lanzamiento
Varios meses antes del lanzamiento de la película, New Line Cinema creó un sitio web promocional, que enlazaba con otro sitio donde los visitantes podían descargar tonos de llamada de teléfonos móviles y fondos de pantalla relacionados con la película. Como un medio adicional de promoción, una novela escrita por Christa Faust fue publicada por Black Flame un mes antes del estreno de la película. Destino final 3 se estrenó en el Grauman's Chinese Theatre en Hollywood el 1 de febrero de 2006. Durante la Convención Internacional de Cómics de San Diego en 2006, Mary Elizabeth Winstead, James Wong y Ryan Merriman asistieron a un panel el 22 de julio para promocionar el lanzamiento en DVD de la película. Ellos discutieron las características de "Choose Their Fate" y el rodaje de nuevas secuencias.

### Medios caseros
La película fue lanzada en DVD el 25 de julio de 2006, en formato de pantalla ancha y pantalla completa. Las características especiales incluyen un comentario de audio, una escena eliminada, tres documentales, el tráiler teatral y un video animado original. Wong, Morgan y el director de fotografía Robert McLachlan brindan el comentario de audio. La escena eliminada es una versión extendida de la discusión de Wendy y Kevin después de que la policía los interroga. El primer documental, Dead Teenager Movie, examina la historia de las películas slasher. El segundo documental, Kill Shot: Making Final Destination 3, se centra en la realización de la película e incluye entrevistas con el reparto y el equipo. El tercer documental, Severed Piece, analiza los efectos especiales, la pirotecnia y los efectos sangrientos de la película. Una película animada de siete minutos, It's All Around You, explica las diversas formas en que las personas pueden morir. Las características especiales en DVD con la etiqueta "Thrill Ride Edition" también incluyen una función opcional llamada "Choose Their Fate", que permite a los espectadores tomar decisiones en varios momentos de la película. La mayoría solo proporciona alteraciones menores a las escenas de muerte, pero la primera opción permite al espectador detener a Wendy, Kevin, Jason y Carrie de subir a la montaña rusa antes de la premonición, finalizando la película de inmediato. Destino final 3 fue lanzado digitalmente en las plataformas de Amazon Video, Google Play y Netflix.

## Recepción

### Taquilla
Destino final 3 se estrenó el 10 de febrero de 2006, en 2.880 salas de cine en los Estados Unidos y Canadá, ganando $19.173.094 en su fin de semana de apertura con un promedio de $6.657 por cine. La película ocupó el segundo lugar nacional detrás de la nueva versión de The Pink Panther, que se estrenó el mismo día y ganó $20.220.412. Destino final 3 cayó al quinto puesto en su segundo fin de semana y al séptimo en el tercero, saliendo de la lista de los diez primeros en su cuarto fin de semana. Su última proyección, en 135 salas, se produjo durante su décimo fin de semana; la película terminó en el trigésimo séptimo puesto con $105.940. Las ganancias totales de Destino final 3 fueron de $54.098.051 en la taquilla nacional y $63.621.107 a nivel internacional, con una recaudación mundial de $117.719.158. En el momento de su lanzamiento, la película fue la entrega más exitosa financieramente en la franquicia; retuvo este título hasta que Destino final 4 lo superó en 2009 con un total mundial de $186.167.139.

### Crítica
Destino final 3 recibió respuestas críticas mixtas. Rotten Tomatoes informa que el 43% de los críticos le dieron una crítica positiva a la película basada en 116 reseñas, con una calificación promedio de 5/10. Según el consenso del sitio "la película es más de lo mismo: sangrienta e inútil, sin ningún lugar a donde ir". En Metacritic, la película tiene una puntuación promedio de 41 sobre 100, basada en 28 reseñas, lo que indica "críticas mixtas o promedio". Audiencias encuestadas por CinemaScore le dieron a la película una calificación promedio de "B+" en una escala de A+ a F.
Varios críticos describieron la historia como formulista en comparación con las entregas anteriores; Roger Ebert escribió que el tema principal de la película era su predictibilidad y falta de tensión porque era "claro para todos los que deben morir y en qué orden". Variety comparó negativamente la narrativa con la segunda entrega de la franquicia, describiendo la tercera película como carente de complejidad. The New York Times describió de manera similar la película como carente de la "novedad de la primera o el garbo de la segunda". TV Guide calificó los períodos entre las muertes de los personajes como "aburridos", destacando una de las razones por las que la película no pudo coincidir con la fórmula establecida en las entregas anteriores. Otros críticos fueron más positivos; IGN elogió la historia, Chris Carle escribió que "la fórmula se ha perfeccionado en lugar de desgastarse" en la tercera película. Kim Newman de Empire y The Guardian descubrieron que la historia era agradable, pero dijeron que Destino final 3 se adhirió principalmente a la estructura establecida por el resto de la franquicia.
El tono de la película y las escenas de muerte fueron recibidas positivamente por los críticos. Al escribir para ReelViews, James Berardinelli describió a Destino final 3 como que incorporaba más sentido del humor en comparación con sus predecesores y dijo que funcionó en beneficio de la película. The Seattle Times estuvo de acuerdo en que el tono humorístico de la película ayudó a elevarlo y dijo que los fanáticos de la franquicia disfrutarían de las secuencias de muerte. Sarah Dobbs de Den of Geek! dijo que el tono hizo de Destino final 3 el punto más alto de la franquicia. Ella elogió el estilo de la película como una "meditación de colores brillantes y un tanto tonta sobre cómo vamos a morir un día, así que también podríamos hacerlo explosivamente". Las escenas de las camas de bronceado y la pistola de clavos fueron señaladas como las mejores secuencias de muerte de la película y la franquicia.
Los críticos elogiaron la actuación de Winstead. Según BBC, "... la verdadera tragedia es la que la prometedora joven actriz Mary Elizabeth Winstead debe soportar esta tortura". Berardinelli la describió como una entrega "de un trabajo tan competente como uno podría esperar en estas circunstancias extremas". Félix González Jr. de DVD Reviews elogió las actuaciones de Winstead y Merriman como uno de los pocos aspectos positivos de la película. Del mismo modo, The Seattle Times elogió a Winstead por transmitir las emociones de Wendy. The Daily Telegraph también incluyó a Wendy como una de las veinte mejores chicas finales en películas de terror y elogió la actuación de Winstead por hacer de Wendy un personaje creíble.

### Premios
Destino final 3 fue nominado en los Premios Fangora Chainsaw en 2006 por "Mayor recuento de cuerpos", "Línea que mata (mejor sola línea)", "Efectos enfermizos (mejores efectos especiales)" y "La matanza más emocionante (mejor escena de muerte) por la muerte de Frankie Cheeks. En los Premios Saturn de 2007, la película fue nominada a la Mejor película de terror y la "Thrill Ride Edition" fue nominada para el Mejor lanzamiento de edición especial en DVD.